# シンエスシィージア
『シンエスシィージア』（原題: Synaesthesia）は、アンディ・サマーズが1996年に発表した通算6作目のソロ・アルバムである。

## 解説
サマーズのソロ・アルバムの1作目から4作目までの制作に携わっていたデヴィッド・ヘンツェルが復帰して、共同プロデューサーの任を務めた。
収録曲9曲のうち、ジンジャー・ベイカーが7曲、グレッグ・ビソネットが1曲のドラムスを担当。残り1曲はタイトル曲で、サマーズが独奏するピアノ曲である。ミッチェル・フォアマンは5作目のソロ・アルバムに引き続いて参加した。

## 収録曲
全曲ともアンディ・サマーズの作曲編曲。
| #         | タイトル                                                            | 作詞  | 作曲・編曲 | 時間 |
| --------- | ------------------------------------------------------------------- | ----- | ---------- | ---- |
| 1.        | 「キューバノ・リバップ Cubano Rebop」                               |       |            | 5:31 |
| 2.        | 「チョコレート・オブ・ザ・デスパレート Chocolate Of The Desperate」 |       |            | 1:10 |
| 3.        | 「メッシュズ・オブ・ザ・アフタヌーン Meshes Of The Afternoon」      |       |            | 4:54 |
| 4.        | 「モンク・ハングス・テン Monk Hangs Ten」                           |       |            | 4:09 |
| 5.        | 「アンブレラス・オーヴァー・ジャヴァ Umbrellas Over Java」          |       |            | 6:32 |
| 6.        | 「ロウ・フライング・ダヴス Low Flying Doves」                       |       |            | 5:44 |
| 7.        | 「インヴィジブル・シティーズ Invisible Cities」                     |       |            | 5:49 |
| 8.        | 「シンエスシィージア Synaesthesia」                                 |       |            | 5:01 |
| 9.        | 「アイ・リメンバー I Remember」                                     |       |            | 4:09 |
| 合計時間: | 合計時間:                                                           | 42:59 |            |      |

## ミュージシャン
- アンディ・サマーズ　Andy Summers – ギター、ピアノ（8）、アコースティック・ベース（5）
- ジンジャー・ベイカー　Ginger Baker – ドラムス
- グレッグ・ビソネット　Gregg Bissonette – ドラムス（4）、オーバー・ダビング（1）
- ジェリー・ワッツ　Jerry Watts[3] – ベース
- ミッチェル・フォアマン　Mitchel Forman – キーボード
- The Trouserfly String Quartet[4]:
  - チャーリー・ビシャラ　Charlie Bisharat – 第一ヴァイオリン
  - Joel Derouin – 第二ヴァイオリン
  - Steve Richards[5] – 第一チェロ
  - Larry Corbett[6] – 第二チェロ
- チャーリー・ビシャラ　Charlie Bisharat – ストリングス編曲（3、5）